# La Dernière Rumba
Pour plus de détails, voir Fiche technique et Distribution.
La Dernière Rumba (Rumba) est un film américain réalisé par Marion Gering, sorti en 1935.

## Fiche technique
- Titre : La Dernière Rumba
- Titre original : Rumba
- Réalisation : Marion Gering
- Scénario : Howard J. Green, Frank Partos, Harry Ruskin et Paul Girard Smith d'après une histoire de Guy Endore et Seena Owen
- Production : William LeBaron
- Société de production et de distribution : Paramount Pictures
- Photographie : Ted Tetzlaff
- Direction artistique : Hans Dreier et Robert Usher
- Costumes : Travis Banton
- Musique : Ralph Rainger
- Chorégraphie : LeRoy Prinz
- Pays d'origine : États-Unis
- Format : Noir et blanc - 35 mm - 1,37:1 - Son : Mono (Western Electric Noiseless Recording)
- Genre : Drame, film musical
- Durée : 71 minutes
- Dates de sortie :
  - États-Unis : 8 février 1935
  - France : 18 août 1935

## Distribution
- George Raft : Joe Martin
- Carole Lombard (VF : Marie Francey) : Diana Harrison
- Lynne Overman : Flash
- Margo : Carmelita
- Gail Patrick : Patsy Fletcher
- Iris Adrian : Goldie Allen
- Monroe Owsley : Fletcher Hobart
- Jameson Thomas : Jack Solanger
- Soledad Jimenez : Maria
- Paul Porcasi : Carlos
- Samuel S. Hinds : Henry B. Harrison
- Virginia Hammond : Mme Harrison
- Ann Sheridan : Chorus Girl (non créditée)
- Akim Tamiroff : Tony (non crédité)
- Jane Wyman : Chorus Girl (non créditée)